# Miguel Barreto
Miguel Alberto Barreto (Tostado, Santa Fe, 14 de septiembre de 1978) es un exfutbolista argentino que jugaba como delantero.

## Trayectoria

### Unión
Barreto debutó con Unión en el año 1996. En el tatengue jugó hasta el año 2000. En 2007 regresó al club para jugar su segunda etapa en la institución.

### Atlético Tucumán
En el año 2000 se mudó a San Miguel de Tucumán, para sumarse a Atlético Tucumán. En el decano disputó una temporada.

### Juventud Alianza
En 2001 se sumó a Juventud Alianza, donde jugó durante una temporada.

### Instituto
En el 2002 llegó a Instituto, donde tuvo un breve paso.

### Montevideo Wanderers
Tuvo su primer paso en el extranjero, cuando en 2003 se sumó a Montevideo Wanderers. Su paso por el equipo uruguayo duró hasta 2004.

### Dinamo de Tirana
En 2004 viajó a Europa, para jugar en Dinamo de Tirana.

### Paykan
Luego de su paso por el fútbol europeo, viajó a Irán para sumarse al Paykan.

### Kitchee
Luego de jugar en el equipo iraní, llegó a Kitchee de Hong Kong.

### Sportivo Las Parejas
En 2008 llegó a Sportivo Las Parejas, donde jugó por un año.

### Central Córdoba
En 2009 pasó a Central Córdoba, en lo que fue su última temporada como futbolista.

## Clubes
| Club                 | País      |
| -------------------- | --------- |
| Unión                | Argentina |
| Atlético Tucumán     | Argentina |
| Juventud Alianza     | Argentina |
| Instituto            | Argentina |
| Montevideo Wanderers | Uruguay   |
| Dinamo de Tirana     | Albania   |
| Paykan               | Irán      |
| Kitchee              | Hong Kong |
| Sportivo Las Parejas | Argentina |
| Central Córdoba      | Argentina |